# Montañas Danxia

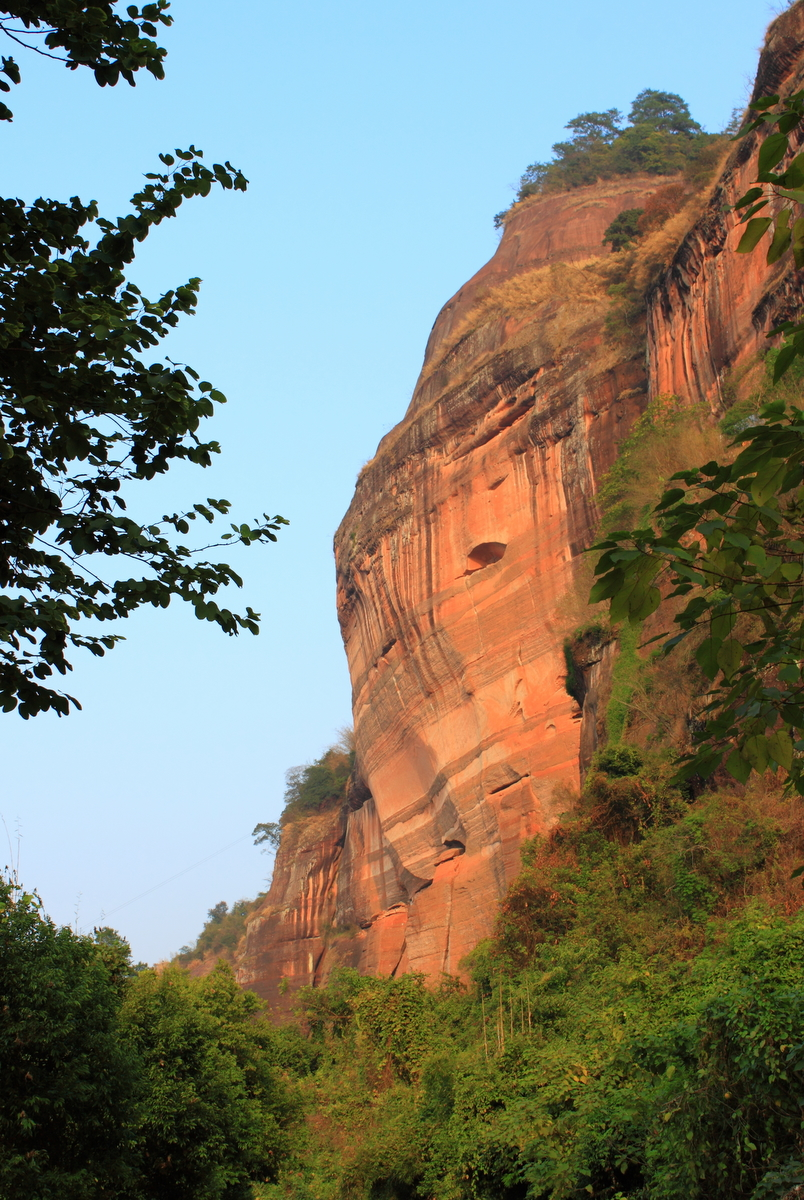
Las montañas de Danxia

Las montañas Danxia (en chino, 丹霞山; pinyin, danxia shan) son una de las cuatro montañas sagradas de China en la cordillera Dayunwu. Las otras son las Montañas Luofu, las Montañas Dinghu y las Montañas Xiqiao, situada en la ciudad de Huizhou en la provincia de Cantón, República Popular de China.
La montaña Danxia se forma de una piedra arenisca rojiza que se ha erosionado con el tiempo en una serie de montañas, rodeada de acantilados y muchas curvas inusuales formaciones rocosas. Se describe en la señalización local como un «geoparque de fama mundial de la UNESCO de China». Hay una serie de templos ubicados en las montañas y muchos paseos escénicos puede llevarse a cabo. También hay un río que serpentea por las montañas viajes en barco se pueden tomar para disfrutar del paisaje.

## Patrimonio de la Humanidad
Danxia (también, Danxia de China o Relieve Danxia de China) es el nombre de un lugar Patrimonio de la Humanidad en China. Danxia se refiere a un tipo único de paisaje, el relieve danxia, formado a partir de arenisca roja y que se caracteriza por unos barrancos muy empinados, que están causados por fuerzas endógenas (incluyendo levantamiento) y fuerzas exógenas (incluyendo la meteorización y la erosión).
En agosto de 2010, el danxia de China quedó inscrito en la lista del Patrimonio de la Humanidad, describiéndolo de la siguiente manera:

Danxia (“nubes rosadas”), es el nombre dado en China a los paisajes desarrollados en capas sedimentarias terrígenas rojas continentales influidas por fuerzas endógenas (como la elevación) y fuerzas exógenas (como el desgaste y la erosión). El sitio inscrito comprende seis áreas situadas en la zona subtropical del suroeste de China. Se caracteriza por sus espectaculares farallones rojos y por toda una gama de relieves esculpidos por la erosión, en particular espectaculares pilares naturales, barrancos, valles y cascadas. La dureza del paisaje ha contribuido a la conservación de bosques subtropicales sempervirentes latifolios que albergan numerosas especies de flora y fauna, 400 de ellas consideradas raras o amenazadas.

Los elementos concretamente protegidos son los siguientes:
| Número ID | Nombre y ubicación                | Coordenadas | Superficie                                       | Imagen |
| --------- | --------------------------------- | ----------- | ------------------------------------------------ | ------ |
| 1335-001  | Chishui - Sección occidental      |             | Propiedad: 10142 Ha Zona de protección: Ha       |        |
| 1335-002  | Chishui - Sección oriental        |             | Propiedad: 17222 Ha Zona de protección: - Ha     |        |
| 1335-003  | Taining - Sección septentrional   |             | Propiedad: 5277 Ha Zona de protección: - Ha      |        |
| 1335-004  | Taining - Sección meridional      |             | Propiedad: 5810 Ha Zona de protección: - Ha      |        |
| 1335-005  | Langshan                          |             | Propiedad: 6600 Ha Zona de protección: 6200 Ha   |        |
| 1335-006  | Montañas Danxia (Danxiashan)      |             | Propiedad: 16800 Ha Zona de protección: 12400 Ha |        |
| 1335-007  | Longhushan: Sección de Longhushan |             | Propiedad: 16950 Ha Zona de protección: Ha       |        |
| 1335-008  | Longhushan: Sección de Guifeng    |             | Propiedad: 2740 Ha Zona de protección: Ha        |        |
| 1335-009  | Jianglangshan                     |             | Propiedad: 610 Ha Zona de protección: 571 Ha     |        |